# 佐々木真奈美 (ローカルタレント)
佐々木 真奈美（ささき まなみ、8月22日 - ）は、宮城県本吉郡津山町（現：登米市）出身のローカルタレント、ラジオパーソナリティ、薬剤師。
宮城県佐沼高等学校を経て東北薬科大学（現:東北医科薬科大学）薬学部衛生薬学科卒業。過去に『佐々木 眞奈美』名義で活動していた。

## 来歴
とあるビルのDJスペースでDJをしていたところ、テレビ局のディレクターの目に留まって、ラジオパーソナリティ、タレントへとなった。初仕事はあるテレビ番組でのレポーターだったが、緊張のあまり寝坊して約2時間も遅刻してしまったという。タレントデビューした当時は、『オレンジジュース』というロックバンドのボーカリストもやっていた。またこの当時は一部で荻野目洋子似という評判もあった。
ラジオの初レギュラーは、TBCラジオで1986年10月から始まった番組『ロックン・ミーハー』。この番組のパーソナリティを務めていた頃、吉川晃司に「面白い奴だ」と言われた時には感激したと言う。1988年10月から『男女りすなぁ若者語』がスタート、この番組では幸田シャーミン、黒柳徹子、小宮悦子、デーモン小暮閣下など鼻に負担のかかりそうな物真似や、思い切り笑ったりして時々鼻血を出していたことなどでラリホー鼻血さんとも番組中で言われていたことがあった。

## 人物
- 薬剤師免許を所持[2]し、実際に調剤薬局で勤務している。宮城県薬剤師会理事[6]。
- 『ロックン・ミーハー』を担当していた当時は、番組作りの意味も兼ねて多い時で一か月に10回ほどコンサートに行っていたこともあった[2]。

## 出演番組

### 現在
- TBCラジオ「佐々木眞奈美のあっぺとっぺファーマシー」（土曜 8:10 - 8:55）（2020年10月3日 - ）
  - （ナイターオフ期は火曜21:00 - 21:45の再放送をする場合もある）

### 過去

#### TBCラジオ
- 「ロックン・ミーハー」[1]
- 「男女りすなぁ若者語」
- 「RADIO ROUTE45 マジカルステーション」（DJ:ポーキー（本名:砂川純）と共に出演）
- 「わが町どまん中！」
- 「扇生・眞奈美のミックス･フライデー」
- 「ごきげんMODE午前でCHU」
- 「COLORS」
- 「en∞Voyage」
- 「ラジオドクター健康応援団」[7]（金曜 16:40 - 16:50）（2012年6月1日 - 2012年11月30日）
- 「佐々木真奈美とロジャー大葉のあっぺとっぺ天国」（2024年1月1日・2025年1月1日）

#### TBCテレビ
- 「ぐらまらす火曜館」

## 講演会講師・セミナー講師等活動
(※Web上で履歴を確認できるもの。これ以外にも多数の実績あり) 
- 2004年10月【講演会講師】登米市立津山中学校：創立30周年記念講演会[8]（第3回卒業生「佐々木眞奈美」氏）
- 2013年9月19日【セミナー講師】一般公開セミナー「“眞奈美の方言でござりす”と“お薬の話”」[9]（主催：宮城県宅地建物取引業協会・仙台青葉北第二支部）（会場：仙台市青葉区国分町・宮城県不動産会館）
- 2014年11月7日【講演会講師】「楽しくイキイキと暮らそう！-宮城の方言とお薬の事-」[10]（主催：宮城県公害衛生検査センター）（会場：ホテル白萩）
- 2015年1月25日【講演会講師】「“眞奈美の方言でござりす”出張講座(笑)」[11]（主催：登米市・平成26年度地域特性事業）（会場：豊里多目的研修センター）
- 2015年2月8日【講演会講師】『「楽しい！」は元気になるコツ。魔法のことば・方言で元気になろう』[12]登米祝祭劇場（水の里ホール）
- 2015年11月1日【講演会講師】宮城薬剤師学術フォーラム2015　口頭発表『ラジオを活用した広報とその効果について』[13]
- 2017年6月24日【講演会講師】第68回宮城県消防大会　テーマ「方言とお薬と防災と…」（主催／公益財団法人・宮城県消防協会）[14]
- 2017年11月30日【講演会講師】「新規獣医師が職業倫理、関係法令、コミュニケーションスキルを 修得するための講習会」[15]
- 2022年10月10日【パネルディスカッション進行役】「薬と健康の週間」県民公開講座 with 頭痛ラボ（主催／日本薬剤師会・宮城県薬剤師会・宮城県）[16]

## イベント出演
(※Web上で履歴を確認できるもの。これ以外にも多数の実績あり) 

### MC活動
- 1998年8月1日　新地町主催夏祭りイベント「遊海しんち'98」[17]（TBCラジオ『わが町どまん中！』公開生放送の司会）（会場：釣師浜海水浴場・釣師浜漁港）

（1999年(平成11年)、2000年(平成12年)、2001年(平成13年)、2002年(平成14年)の各年も受任）
- 2007年1月7日　平成19年　登米市・成人式[22]（会場：登米総合体育館「とよま蔵ジアム」）

（2008年(平成20年)
、2009年(平成21年)
、2010年(平成22年)、2011年(平成23年)
、2012年(平成24年)
、2013年(平成25年)
、2014年(平成26年)、2015年(平成27年)
、2016年(平成28年)、2017年(平成29年)の各年も受任）
- 2012年7月29日　第16回志津川湾夏まつり・福興市[33][34]（会場：南三陸町・南三陸さんさん商店街）
- 2012年10月21日　第4回しばた産業フェスティバル[35]（会場：柴田町・船岡小学校）
- 2015年7月25日　第48回志津川湾夏まつり・福興市[36]
- 2015年9月6日　仙南うまいもの祭2015[37]（会場：国営みちのく杜の湖畔公園）
- 2016年7月30日　第59回志津川湾夏まつり・福興市[38]
- 2016年11月12日　JAまつり復興祭[39]（主催：JAみやぎ亘理主催）（会場：亘理町・浜吉田いちご団地）
- 2018年7月28日　TBCラジオ・市民公開講座[40]（会場：エル・パーク仙台）
- 2019年7月27日　第92回志津川湾夏まつり・福興市[41]

### その他の活動
- 2005年5月15日　「ザ・旬者」1人漫談[42]（ワッキー貝山プロデュース・お笑いライブ）
- 2020年10月　1日警察署長・就任[43]（全国地域安全運動・登米市）

## 音楽活動

### アルバム
- 『You Don't know what my tight skirt means』（※オムニバス・アルバム『日本全国御当地ラップ』の9曲目に収録）

（作詞：佐々木真奈美、1991年10月21日発売、発売元：ビクターエンタテインメント 、規格品番：VICL-199） 

### シングル
- 『迷想』

（作詞：佐々木眞奈美、作曲/編曲：宮本光雄）（1995年10月25日発売、発売元：ポリドール・レコード（現：ユニバーサルミュージック (日本)）、規格品番：POSE-1024、c/w「大好きだから」）

### 公式系Web
- 佐々木眞奈美 HOME PAGE　biglobe
- 佐々木眞奈美ブログ『まなぴぃでがす』　ameblo
- 佐々木 眞奈美　tbcラジオ パーソナリティINDEX
- 佐々木真奈美 (manapys) - Facebook
- 佐々木眞奈美 (@manami_sasaki) - X（旧Twitter）
- 佐々木眞奈美 (@manapy.sasaki) - Instagram

### その他Web
- 佐々木眞奈美　ボイスサンプル@仙台の話し手さん - YouTube - 59秒「七色の声」試聴Ver.（2009/2/10）
- 佐々木眞奈美（宮城県北訛り）ボイスサンプル@仙台の話し手さん - YouTube - 22秒　宮沢賢治「雨ニモマケズ」冒頭朗読Ver.（2009/2/10）
- YOU DON'T KNOW WHAT MY TIGHT SKIRT MEANS（『日本全国御当地ラップ』から宮城県方言ラップ） - YouTube  -動画：4分11秒（2014年8月30日：佐々木眞奈美）
- 2018年節分、TBCラジオファン感謝祭・荒井美由紀アナの豆つまみ競争 - YouTube  -動画：15分51秒（2018年2月24日：荒井美由起、斉藤百香、根本宣彦らと共に）
- 薬剤師計算機の便利な使い方 - YouTube  -動画：9分28秒（2021年3月28日：佐々木眞奈美）
- 替え歌方言マスター篇「どらいふらわだでば」 - YouTube  -動画：3分26秒（2022年10月16日：佐々木眞奈美）